# Palazzo Avila

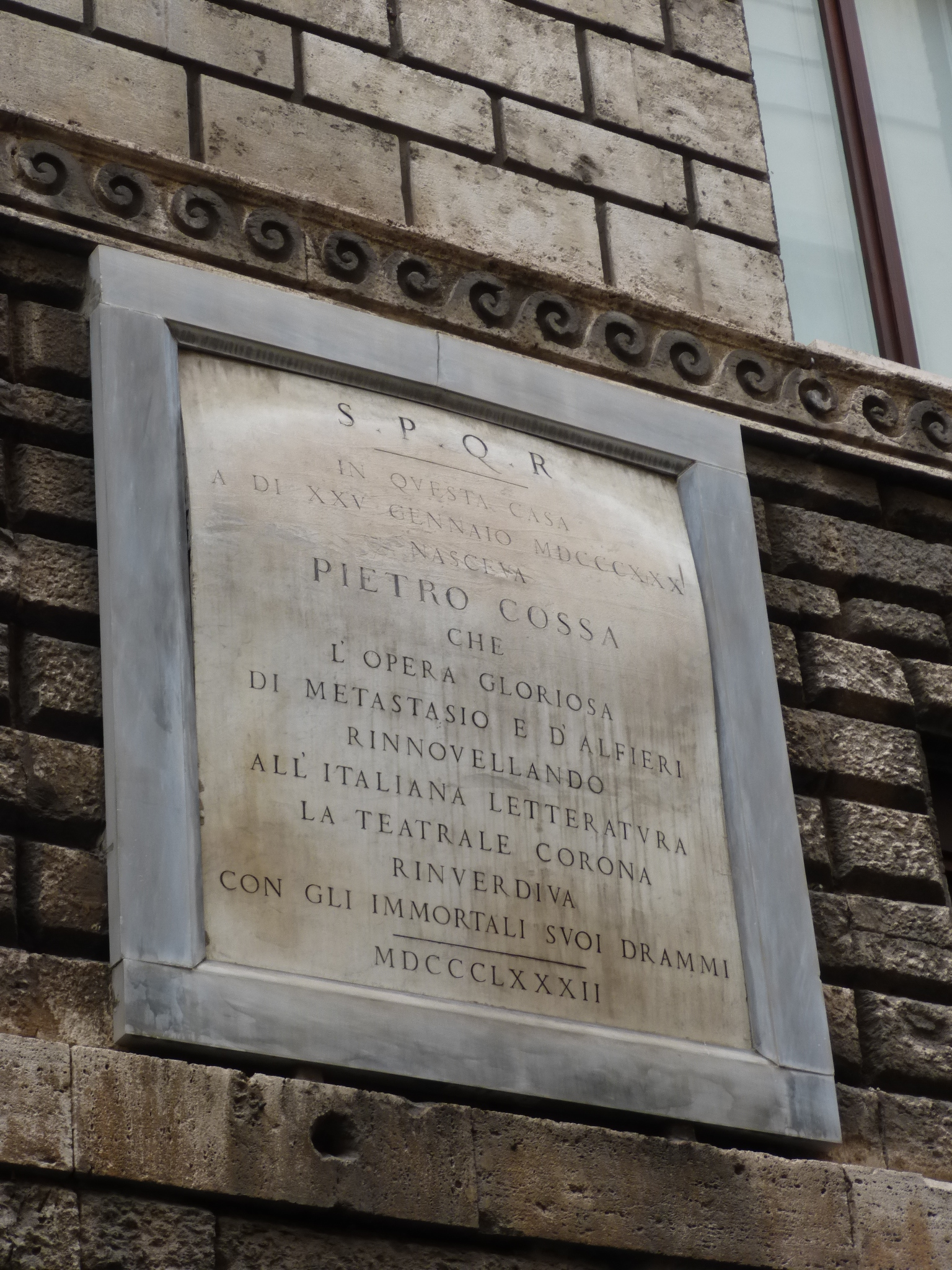
Placa indicando que o Palazzo Avila foi o local de nascimento de Pietro Cossa, em 1882.

Palazzo Avila ou Palazzetto Avila é um palacete localizado no número 14/17 da Via del Governo Vecchio (antiga Strada Papale), no rione Ponte de Roma, na esquina com Vicolo dell'Avila. Caracterizado por um forte revestimento rusticado, este palácio pertencia à rica família Avila, de ricos comerciantes espanhóis presentes em Roma desde o século XVI. Uma lápide afixada na fachada recorda que "IN QUESTA CASA A DI XXV GENNAIO MDCCCXXX [25 de janeiro de 1830] NASCEVA PIETRO COSSA CHE L'OPERA GLORIOSA DI METASTASIO E D'ALFIERI RINNOVELLANDO ALL'ITALIANA LETTERATURA LA TEATRALE CORONA RINVERDIVA CON GLI IMMORTALI SUOI DRAMMI MDCCCLXXXII [1882]".